# SC Krefeld 05
Der SC Krefeld 05 (offiziell: Sportclub Krefeld 05, bis 2024: SC Bayer 05 Uerdingen) ist mit ca. 6.100 Mitgliedern (Stand: 2024) einer der größten Sportvereine der Stadt Krefeld. Der Verein ging aus dem 1995 aufgelösten FC Bayer 05 Uerdingen, dessen frühere Fußballabteilung heute als KFC Uerdingen 05 firmiert, hervor. Er unterhält 16 Sportarten.

## Geschichte
Der Ursprungsverein ist der FC Uerdingen 05, der am 17. November 1905 im Krefelder Stadtteil Uerdingen als reiner Fußballverein gegründet wurde. In den 1950er Jahren schloss sich die Betriebssportgruppe der Bayer AG in Uerdingen dem FC Uerdingen 05 an. Von da an nannte man sich FC Bayer 05 Uerdingen. Weitere Abteilungen kamen im Laufe der Jahre dazu. Im Jahr 1995 gab die Bayer AG den Ausstieg aus dem Sponsoring der Fußball-Bundesligamannschaft Bayer Uerdingen bekannt. Die Fußballabteilung heißt als Rechtsnachfolger des FC Bayer 05 Uerdingen seither KFC Uerdingen 05; der übrige Verein nennt sich seit 1995 SC Bayer 05 Uerdingen.
Im Februar 2024 wurde bekannt, dass die Bayer AG die wirtschaftliche Unterstützung für die Bayer-Vereine in Uerdingen einstellt und den Vereinen dementsprechend zum Jahresende die Markennutzung untersagt. Das bedeutet, dass die Uerdinger Bayer-Vereine ihren Namen und ihr Logo zum 1. Januar 2025 ändern müssen. Im November gab der Verein bekannt, dass die Delegiertenversammlung beschlossen hat, den Namen zum 1. Januar 2025 in Sportclub Krefeld 05 zu ändern. Im Rahmen einer „Aufbrauchfrist“ darf der Verein aber in allen Sportarten die jeweils begonnene Saison unter dem alten Namen beenden.

## Vereinswappenhistorie

1905–1953
1953–1980
1980–1987
1987–1995
1995–2024
2025–heute

## Fußball
Der SC Krefeld 05 verfügt über eine eigene Fußballabteilung. Die erste Mannschaft spielt seit dem Aufstieg im Jahre 2015 in der Kreisliga B. Die Frauenmannschaft stieg im Jahre 2022 in die Landesliga auf.
Seit dem Beitritt des 1. MSC Strandkaiser Krefeld am 1. August 2011 verfügt Krefeld 05 auch über eine Futsalmannschaft. Diese wurde beim DFB-Futsal-Cup 2006 Vierter und erreichte 2013 das Halbfinale. Das Endspiel wurde nach einer 4:5-Niederlage gegen die Hamburg Panthers knapp verpasst. Im Jahre 2017 stieg die Mannschaft aus der erstklassigen Futsalliga West ab. Die Uerdinger brachten mit Timo Heinze einen späteren deutschen Nationalspieler hervor.

## Leichtathletik
Die Leichtathletikabteilung entstand 1909 im FC Uerdingen 05. Damit ist sie die älteste Abteilung aus dem Ursprungsverein im SC Krefeld 05. Die Leichtathletikabteilung spielte eine bundesweit bedeutsame Rolle. Mit den Zehnkämpfern Jürgen Hingsen, Dennis Leyckes und Michael Schrader stellte diese Abteilung bisher drei Olympiateilnehmer.

## Handball
Die Handballabteilung des Vereins wurde im April 1925 als DJK TuS Rheinfranken 1925 Uerdingen gegründet. Am 1. Juni 1966 schloss sich der Verein dem FC Bayer 05 Uerdingen an. Die erste Herrenmannschaft spielte in der Saison 2011/12 in der 3. Liga Staffel West. Nach der Saison 2012/13 bildete Uerdingen mit Adler Königshof die Spielgemeinschaft HSG Krefeld. Der SC Krefeld 05 verfügt jedoch weiter über eine eigene Handballabteilung. Sowohl im Herren- als auch im Damenbereich treten in Mannschaften in der Landesliga an. Für die Saison 2016/17 konnten sich erstmals zwei Jugendmannschaften für die Regionalliga Nordrhein qualifizieren.

## Badminton
Die Badminton-Abteilung wurde in den Jahren 1993, 1994 und 1995 als FC Bayer 05 Uerdingen Deutscher Mannschaftsmeister, 1998, 2002 und 2003 als SC Bayer 05 Uerdingen. Die erste Mannschaft musste nach finanziellen Kürzungen der Bayer AG 2003 den Rückzug aus dem Oberhaus antreten. In der Folgezeit stieg das Team bis in die vierte Liga ab. In der Spielzeit 2008/2009 schaffte die Mannschaft die Rückkehr in die Regionalliga. In der Saison 2011/2012 nehmen vier Mannschaften im Seniorenbereich an Meisterschaftsspielen teil.

## Triathlon
Die Triathlon-Abteilung des SC Krefeld 05 ist bei den Männern mit Teams in der 2. Bundesliga, der NRW-Liga, der Regionalliga, der Oberliga, der Landesliga, der Seniorenliga und der Mastersliga vertreten. Bei den Damen sind Teams in der NRW-Liga und der Regionalliga am Start. Bekannte Athleten des SC Krefeld 05 sind Olaf Sabatschus, Oliver Strankmann, Stephan Bergermann, Matthias Epping und Uwe Röpstorf.

## Tischtennis
Die Tischtennisabteilung wurde 1953 gegründet. Die Herren spielten in der Saison 2011/2012 in der Regionalliga West. Die Damenmannschaft stieg Ende der 1980er Jahre in die Bundesliga auf. Am Ende der Saison 2004/05 ging sie aus finanziellen Gründungen in die 2. Bundesliga zurück. In der Saison 2012/13 spielt die Mannschaft in der viertklassigen Oberliga.

## Basketball
1952 gründeten lettische Eishockeyspieler des Krefelder EV eine Basketballabteilung. Mit steigender Spielerzahl wurde 1960 hieraus die Basketballabteilung des Post Sport Verein Krefeld. 1982 machte sich die Basketballabteilung als Basketballclub Krefeld (BBC) selbständig. Dieser Verein bestand bis 1998, als man sich dem SC Bayer Uerdingen als Basketballabteilung anschloss.

## Tennis
2005 schloss sich der Tennisclub Uerdinger TC Bayer 1900 mit seinen über 200 Mitgliedern dem SC Bayer als Tennisabteilung 1900 an.

## Kanu
Seit 2013 besteht eine Kanuabteilung, die aus dem Kanu-Sport-Klub Bayer Uerdingen hervorging. Dieser löste sich im gleichen Jahr auf und schloss sich dem SC Bayer 05 Uerdingen als Abteilung an. Die derzeit (Ende 2023) etwa 240 Paddler starke Kanuabteilung übt folgende Kanusportdisziplinen aus: Kanuslalom-Wettkampfsport, Kinder- und Jugendsport, Wanderpaddeln, Wildwasser sowie Stand-Up Paddling. Die Kanuten sind im vereinseigenen Kanu-Sport-Zentrum an der Bataverstraße (nähe Rheinhafen) beheimatet.

## Cricket
Im Jahr 2020 ging der Verein ein Joint Venture mit dem Deutschen Cricket Bund ein, um das nationale Cricket-Leistungszentrum Deutschlands zu errichten, zu dem auch der Bayer Uerdingen Cricket Ground, eine Anlage von internationalem Standard, gehört. Das Leistungszentrum befindet sich neben dem Stadion am Löschenhofweg des Vereins im Covestro Sportpark Uerdingen. Seit August 2020 hat der SC mit den Boosters eine Cricket-Abteilung. Die Frauenmannschaft Bayer Blades wurde 2023 deutscher Vizemeister. Seit der Saison 2025 nennt sich die Frauenmannschaft Krefeld Blades.

## Dolphins Cheerleader
Die Dolphins Cheerleader sind mit knapp 500 Mitgliedern, in 16 Teams, der größte Cheerleaderverein Deutschland und sind mit zwei Teams in der 1. Cheerleadingbundesliga vertreten.